# Нова фантастика (журнал)

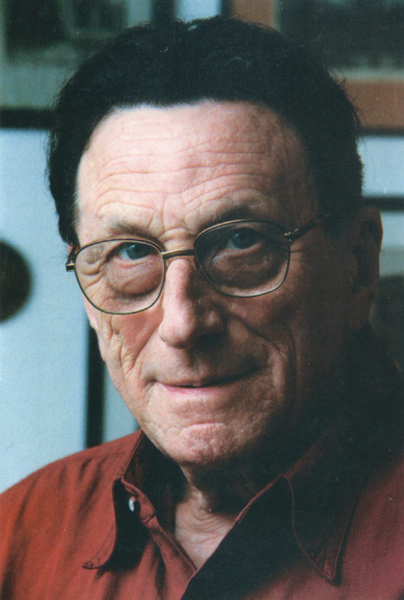
Адам Голланек, перший головний редактор "Фантастики" (1997)

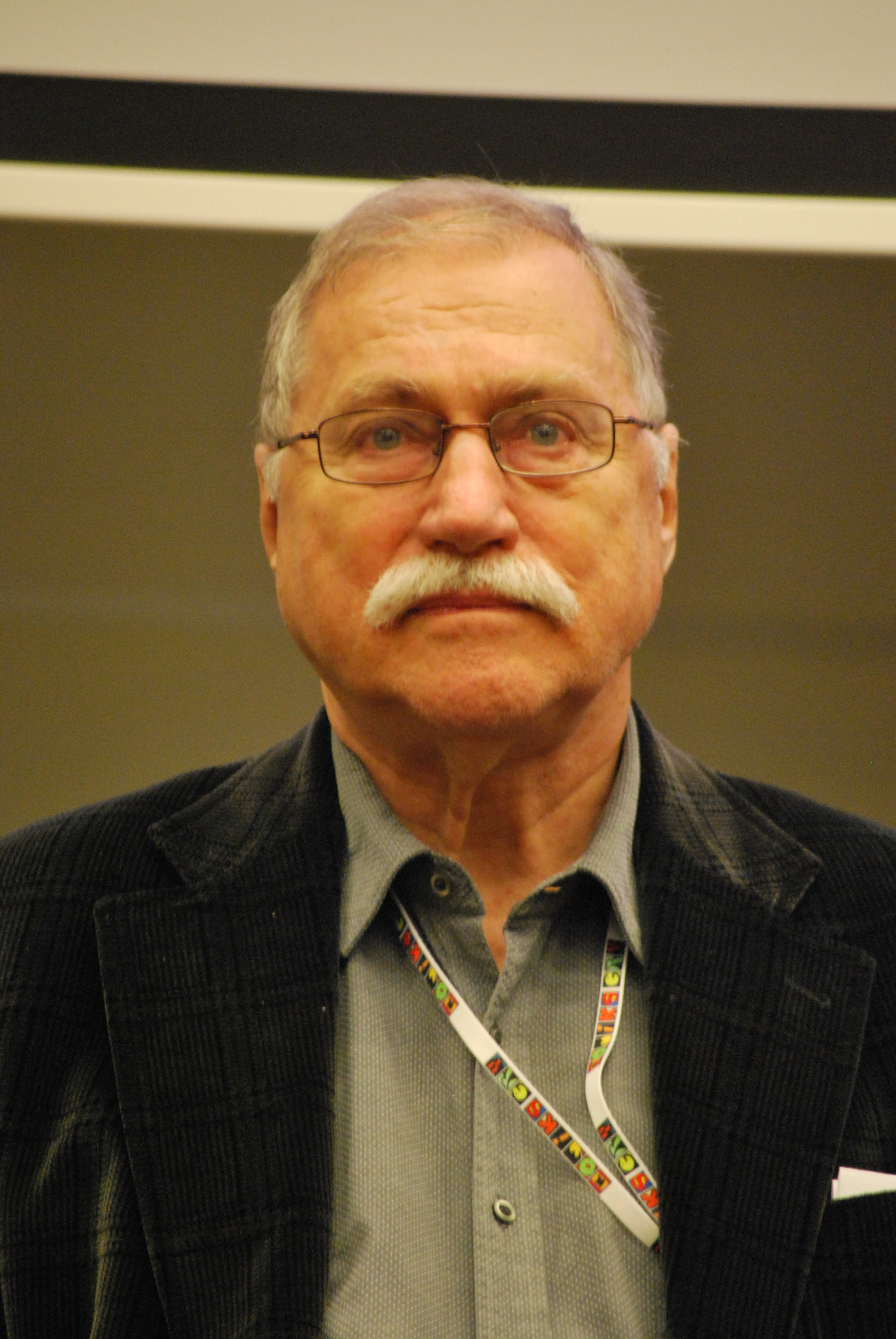
Лех Єчмик, другий головний редактор Нової Фантастики (2012)

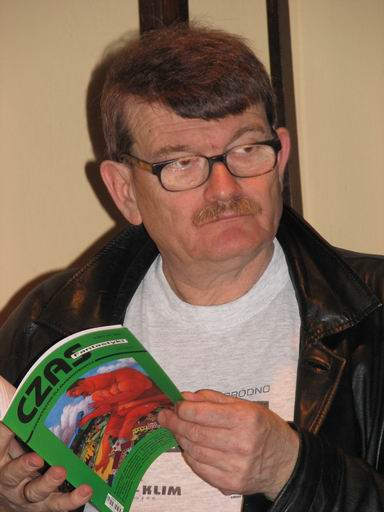
Мацей Паровський, третій головний редактор Нова Фантастика (2006)

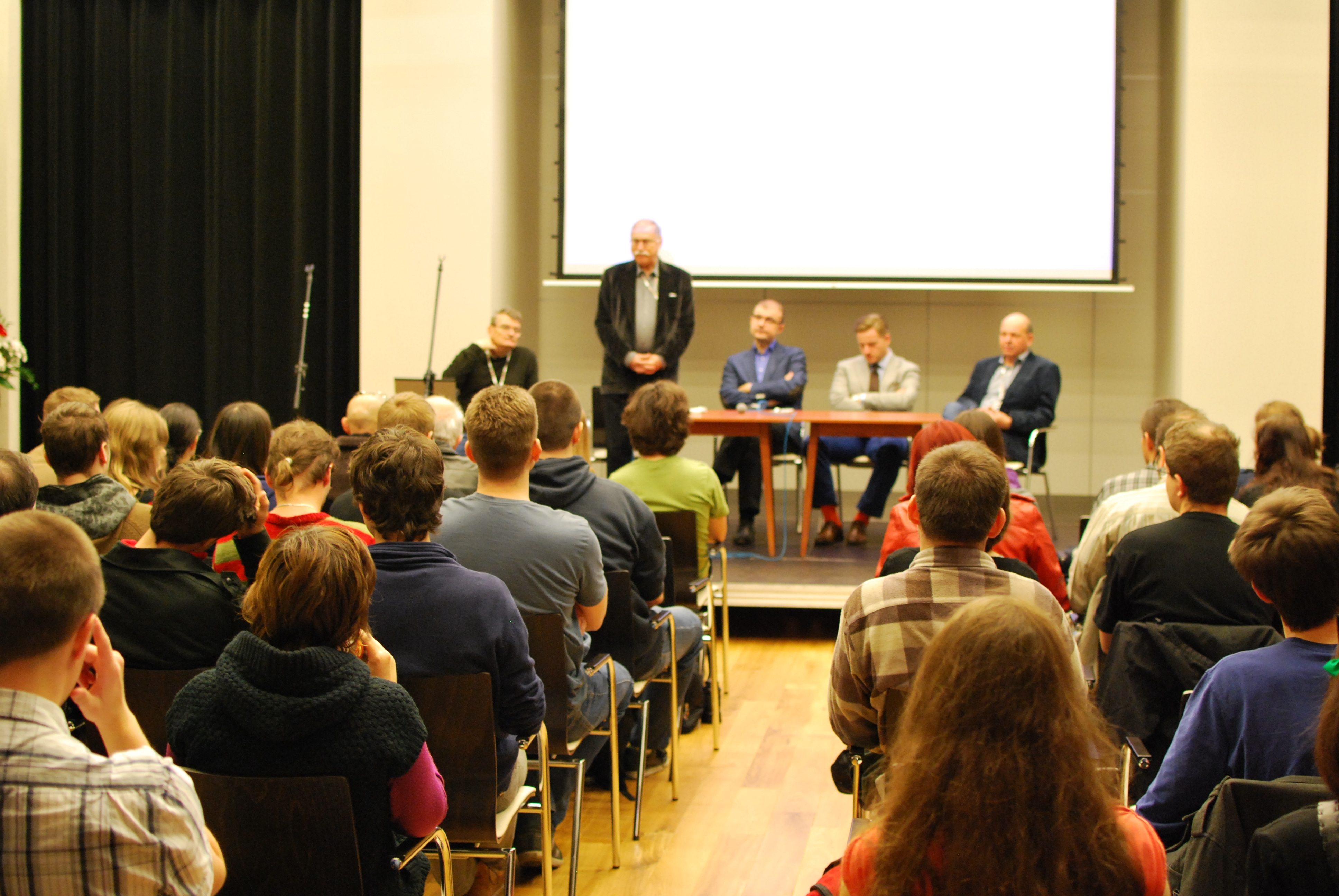
Тридцять років журналу "Фантастика", зустріч редакторів та авторів: Мацея Паровского, Лех Євкемік, Яцек Дукай, Щепан Твардоч, Марек Баранєцький, 23-й Міжнародний фестиваль коміксів та ігор, Лодзь 2012

Нова фантастика (пол.Nowa Fantastyka), до 1990 Фантастика  (пол.Fantastyka)  — Польський літературний щомісячник присвячений широкому колу прихильників фантастики, зокрема науково-фантастичній та фентезійній літературі. 

## Опис
Першим головним редактором був Адам Голланек та Мацей Паровський, в даний час Єжи Ромивський редагує його. Видавець Prószyński Media. 
"Фантастика" - Перший у Польщі журнал, присвячений популяризації наукової фантастики.
Щомісяця публікуються твори, розповіді та романи польських і зарубіжних фантазійних авторів, огляди кінофільмів та фантастичних книг, а також статті про популярну науку і фейлетони.
У минулому також оглядалися різні конвенти фанів та фандом.
З цього журналу дебютували численні польські автори, такі як Анджей Сапковський, Фелікс Крес та Марек Губерат.
В даний час у журналі з'являються також комікси Lil i Put.

## Історія

### Польська Народна Республіка
Засновниками журналу були: Анджей Прушинський, Анджей Кшепковський, Яцек Родек Дарослав Дж. Торунь, Дарослав Торунь та Анджей Вуйськ, члени Національного клубу любителів фантастики та фентезі. 
Адам Голланек став його першим головним редактором після того, як прес-служба КПРП відмовилася прийняти на посаду головного редактора Кшиштофа Боруня. 
Перший номер "Фантастики" з'явився в жовтні 1982 року. Журнал став дуже популярним після кількох наступних номерів. У середньому кіоски отримали 2-3 журнали, в день,які одразу ж розкуповувались. Наприкінці 1980-х "Фантастика" мала великі проблеми з регулярними доставками журнальних кіосків.

### Польська Республіка
У липні 1990 року видавництво змінилося, і журнал прийняв назву "Нова Фантастика". У той час відбулися значні зміни в журналі - кількість сторінок збільшено, формат змінився, а відділ журналістів був розширений. 
У середині 2003 року кількість кольорових сторінок зросла.
"Нова Фантастика" на сьогодні є найстарішим у своєму роді на ринку та однією з найстаріших, що постійно з'являються у світі (публікація відомого американського журналу "Наукова фантастика Асімова" почалася лише кілька років тому). Середній тираж у 2015 році становить 15 тисяч. копій. За часів найбільшого розквіту - у 80-х роках тираж журналу перевищив 150 000. копії, в 1996 році він склав 76 тисяч, в 2004 році - 36 тисяч копії (за даними Держкомстату за 2004 рік).
З 2014 по 2016 рік "Нова Фантастика" була доступна в електронній версії. Привід відмови від електронного видання, був зв'язаний з неприбутковістю. З 2017 року серія коміксів Ліл і Пут (Мацей Кур та Пйото Беднарчик) з'являється в епізодах журналу.

## Головні редактори
"Фантастика" (1982-1990)
- Адам Голланек (1982-1990)

### Нова Фантастика (з 1990)
- Лех Єчмик (1990-1992)
- Мацей Паровський (1992-2003)
- Аркадіуш Наконьечник (2003-2005)
- Мацей Маковський (2005-2006)
- Павел Матушек (2006-2009)
- Каміл Сміялковський (в.о, 2009-2010 рр.)
- Якуб Винярський (2010-2013)
- Єжи Ромивський (з 2013)

## Автори

### в даний час
- Лукаш Орбітовський
- Якуб Чвік
- Пітер Воттс
- Рафал Косік
- Агнєшка Гаска
- Єжи Стахович
- Мацей Паровський

### в минулому
- Грегорі Бенфорд
- Яцек Дукай
- Ярослав Гжендович
- Лех Єчмик
- Фелікс Крес
- Конрад Левандовський
- Грем Мастертон
- Марек Орамус
- Томаш П'ятек
- Марцін Пржибилек
- Роберт Сілверберг
- Яцек Собота
- Каміл Сміялковський
- Рафал Земкевич

## Похідні
Крім самої "Фантастики", в різні періоди друкувалися:
- Мала Фантастика (Mała Fantastyka) - щоквартально для дітей, публікувався в 1987-1990 роках.
- Комікс - Фантастика (Komiks – Fantastyka) - видавався в 80-х роках, на початку 90-х років перетворений у журнал "Комікс"
- Фантастика - спеціальне видання (Fantastyka – wydanie specjalne) - щоквартально містить лише літературні твори, в тому числі оповідання, публікується з 2003 року.
- Фантастичний час (Czas Fantastyki) - щоквартально присвячений журналістиці про фантастику, випускався в 2004-2015 роках, доступно лише в підписці та в мережі Empik.

## Gloria Artis
29 жовтня 2007 року, з нагоди 25-річчя журналу, міністр культури та національної спадщини Казимеж Міхал Уяздовський відзначив журнал срібною медаллю "Глорія Артіс". Співавтори "Нової Фантастики" також були відзначені:

### Срібна медаль
- Лех Єчмик
- Мацей Паровський

### Бронзова медаль
- Анджей Бжезицький
- Мацей Маковський
- Ева Маліновська-Групіньська
- Аркадіуш Наконьечник
- Анджей Невядовський
- Марек Орамус
- Яцек Родек
- Кшиштоф Сольгінія
- Рафал Земкевич

### Нагрудний знак «За заслуги перед польською культурою»
- Малгожата Берлінська
- Анджей Качоровський
- Славомир Кендюрський
- Тадеуш Марковський
- Дарослав Торунь
- Анджей Вуйчик
- Марек Залейський
- Павел Зімкєвич